# Bolívar (puro)
El cigarro puro Bolívar fue introducido en La Habana en 1901 por la compañía La Rocha.

## Historia
Su nombre era un homenaje al gran líder venezolano, Simón Bolívar, que a principios del siglo XIX, lideró diversas insurrecciones para que los países latinoamericanos pudiesen independizarse de la dominación española. Irónicamente, Cuba no logró su independencia hasta 1898, después de cuatro siglos de próspero dominio español. La insurrección empezó en 1895 y, tras tres años de enfrentamientos, consiguió una exigua victoria. Los tabaqueros, empleados en las fábricas de cigarros, jugaron un papel fundamental en la independencia de su país.
De hecho, la insurrección empezó a fomentarse entre sus filas; cuenta la leyenda que la llamada al combate, emitida por José Martí desde Florida, llegó escondida en un cigarro. El Bolívar fue un éxito inmediato entre los amantes de los puros, y fue apreciado como uno de los mejores entre los habanos de pleno sabor, fuertes y con mucho cuerpo, tal y como se prefería en aquellos tiempos. El escritor francés Eugene Marsan, autor de un aclamado libro sobre cigarros, recomendó fervientemente a sus lectores los Barons y los Little Dukes de la casa Bolívar, situándolos en la selecta clase de los cigarros «irreprochables». Los Bolívar tuvieron su sitio entre los mejores habanos de su tiempo, comparables a otras marcas como Henry Clay, Flor de Cuba, Corona, o Villar y Villar. La cumbre de su popularidad no llegó hasta 1950, cuando la familia Cifuentes se hizo cargo de su producción. Los Cifuentes, que ya eran los propietarios de Partagás, Ramón Allones, La Intimidad, y otras veinte marcas menos conocidas, propulsaron los Bolívar hacia nuevas cimas del éxito comercial, mediante un marketing inteligente junto a las marcas más conocidas de la familia. Estos fuertes habanos son insuperables por su marcado aroma, con la excepción, quizá, de Romeo y Julieta o de Escepción.

## Vitolas y sabores
Existen más de veinte modelos actualmente en el mercado. Muchos de ellos, sin embargo, son de una calidad inferior, de una artesanía casi automática y, en definitiva, decepcionantes.
Esto nos deja sólo con unos pocos modelos hechos a mano que, afortunadamente, son suficientes para mantener la reputación de los Bolívar. La tradición de los cigarros de gran calibre se ha seguido escrupulosamente mediante la producción de dos churchills estupendos, los Inmensas y los Coronas Gigantes. También hay que señalar los Coronas Extra (gran corona) y los Inmensas (lonsdale), que figuran entre lo mejor de los Bolívar. El Gold Metal, otro lonsdale, se identifica fácilmente por la capa dorada que envuelve la mitad de la longitud del cigarro. Bolívar ha creado también el cigarro más pequeño del mercado, el Delgado, de 1½ pulgada de largo, que ya no está disponible. La tendencia hacia un tabaco cada vez más suave ha impulsado Bolívar a crear una nueva serie de modelos con aromas más sutiles y más asequibles al fumador novicio. Entre tales modelos cabe mencionar los Especiales (gran panetela), y los Royal Corona (robusto), que fue originalmente denominado Príncipe Carlos. Desde 1983, General Cigar ha tenido los derechos comerciales de los Bolívar en el mercado americano. Sin embargo, esta marca no está actualmente produciendo. Los derechos fueron adquiridos por Ramón Cifuentes, el último propietario privado antes de su exilio tras la revolución.